# Rationalisme moral
Le rationalisme moral, aussi appelé rationalisme éthique, est une théorie méta-éthique selon laquelle les vérités morales (ou au moins les principes moraux généraux) sont connaissables a priori par la seule raison. Parmi les importants auteurs de l'histoire de la philosophie qui ont défendu le rationalisme moral se trouvent Platon et Kant. Parmi les philosophes contemporains qui ont défendu le rationalisme moral figurent Richard Hare (en), Christine Korsgaard, Alan Gewirth et Michael A. Smith (en) (1994).
La principale théorie opposée au rationalisme moral est le sentimentalisme moral, notamment défendue par David Hume. 
Le rationalisme moral est semblable à la version rationaliste de l'éthique intuitionniste. Il existe cependant des points de vue différents. Le rationalisme moral est neutre quant à savoir si les croyances morales fondamentales sont connues par inférence ou non. Un rationaliste moral qui estime que certaines croyances morales sont implicitement justifiées est un intuitionniste éthique. L'intuitionnisme éthique rationaliste implique donc le rationalisme moral mais l'inverse ne tient pas.

## Émotions et raison
Il existe deux principales formes du rationalisme moral, associées à deux grandes formes de raisonnement. Si le raisonnement moral est fondé sur la raison théorique et est donc analogue à la découverte de vérités empiriques ou scientifiques relativement au monde, un être purement sans émotion pourrait arriver aux vérités de la raison. Un tel être ne serait pas nécessairement motivé à agir moralement. Les êtres qui sont motivés pour agir moralement peuvent aussi arriver à des vérités morales mais n'ont pas besoin de compter sur leurs émotions pour le faire.
De nombreux tenants du rationalisme moral croient que le raisonnement moral est fondé sur la raison pratique (en), ce qui implique des choix sur ce qu'il faut faire ou ce qu'on a l'intention de le faire, y compris la façon d'atteindre ses objectifs et quels objectifs on devrait avoir en premier lieu. De ce point de vue, le raisonnement moral implique toujours des états émotionnels et est donc intrinsèquement motivant. Emmanuel Kant a exprimé ce point de vue quand il a dit que les actions immorales ne comportent pas une contradiction dans la croyance mais une contradiction dans la volonté, c'est-à-dire dans l'engagement de chacun en un principe par lequel on a l'intention de motiver les actions. L'élaboration par Christine Korsgaard du raisonnement kantien tente de montrer que si l'éthique est en fait fondée sur le raisonnement pratique, cela montre qu'elle peut être objective et universelle sans avoir à faire appel à des hypothèses métaphysiques douteuses.

## Critiques
Les théoriciens du sens moral (ou sentimentalistes) tels que David Hume, sont les principaux opposants au rationalisme moral. Dans le livre III du Traité de la nature humaine et dans l'Enquête sur les principes de la morale (en), Hume fait valoir (entre autres choses) que raison et émotions (ou « passions » comme il les appelle souvent) sont des facultés bien distinctes et que les fondements de la morale se trouvent dans le sentiment et non dans la raison. Hume prend comme un fait relativement à la psychologie humaine et morale que les jugements moraux ont un caractère essentiellement émotif, sentimental ou autrement non-rationnel ou cognitif en eux. Selon Hume, « ...
la morale est déterminée par le sentiment. Celui-ci définit la vertu quelle que soit l'action mentale ou la qualité qui donne à un spectateur le sentiment agréable d'approbation et le contraire lorsqu'il s'agit d'un vice »(EMP Appendix 1, ¶10).

## Source de la traduction
- (en) Cet article est partiellement ou en totalité issu de l’article de Wikipédia en anglais intitulé « Moral rationalism » (voir la liste des auteurs).